# Vanda alpina
Vanda alpina (Lindl.) Lindl., 1853 è una pianta della famiglia delle Orchidacee originaria dell'Asia Sud-Orientale.

## Descrizione
È un'orchidea di piccole dimensioni che cresce epifita su latifoglie delle foreste temperate di montagna. Presenta uno stelo cilindrico completamente avviluppato dalle guaine fogliari embricate; le foglie sono lineari, oblunghe, arcuate, asimmetricamente bilobate all'apice. La fioritura avviene dalla primavera fino all'inizio dell'estate mediante un'infiorescenza breve, portante da uno a tre fiori, protetti da guaine floreali di forma ovale o subacuta. I fiori sono grandi al massimo 2 cm, penduli, non particolarmente appariscenti, con petali e sepali di colore verde chiaro, con il labello bianco con variegazioni rosso scuro.

## Distribuzione e habitat
La specie è diffusa in India (Assam) Nepal, Bhutan, Cina meridionale e Vietnam.
Cresce epifita sulle latifoglie della foresta temperata, da 1200 a 2000 metri di altitudine.

## Sinonimi
Luisia alpina Lindl., 1838

Stauropsis alpina (Lindl.) Tang & F.T.Wang, 1951

Trudelia alpina (Lindl.) Garay, 1986

## Coltivazione
Questa pianta richiede temperature esposizione all'ombra, teme la luce diretta del sole. Nel periodo della fioritura la temperature dev'essere calda e sono necessarie frequenti irrigazioni, queste devono essere ridotte nella fase di riposo, quando anche la temperatura dev'essere raffreddata.